# Byrsa

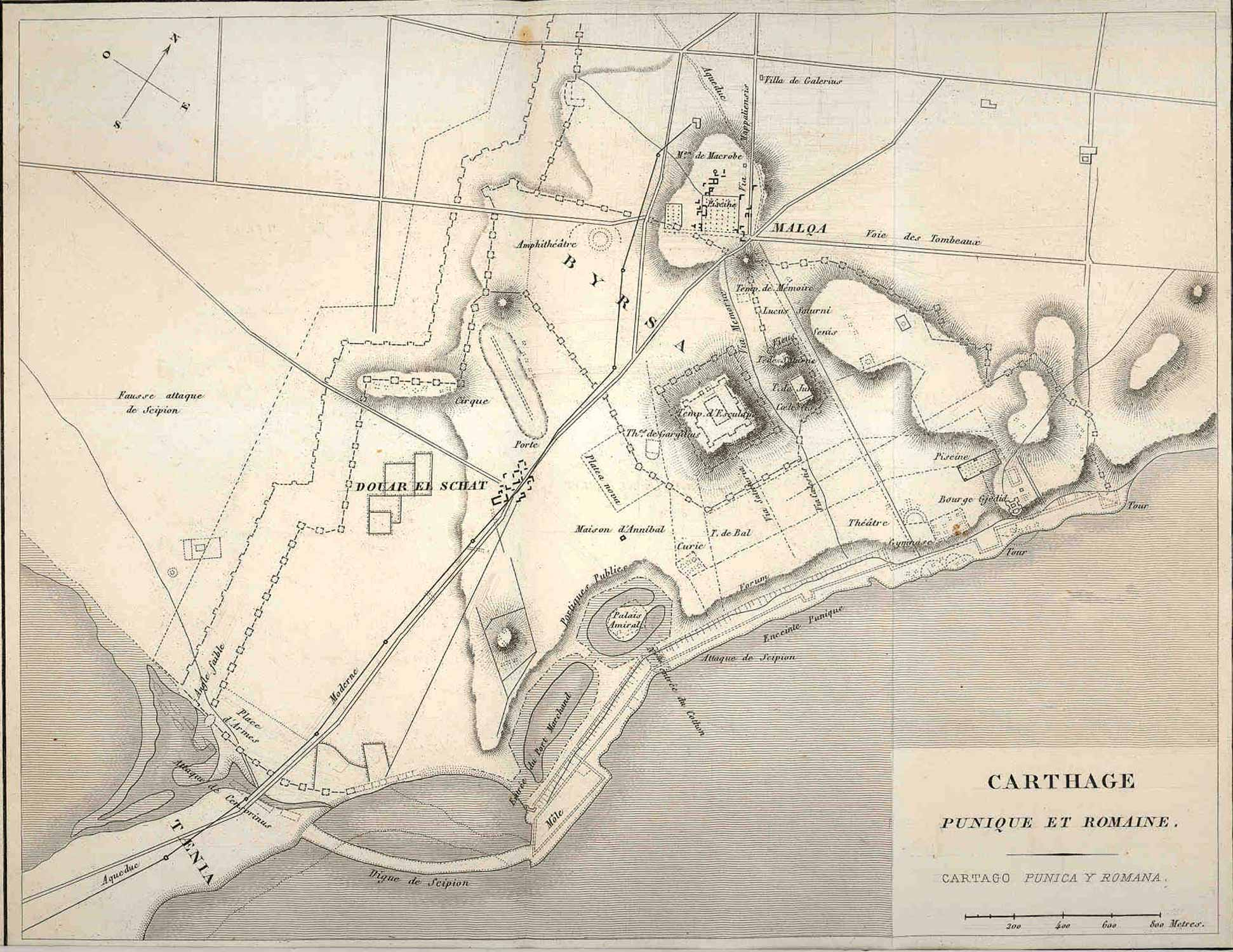
Kaart van Carthago met in het midden Byrsa.

Byrsa is de naam van een heuvel in de oude stad Carthago. In de Carthaagse oudheid bevond zich hierop een citadel met dezelfde naam.

## De stichting van Carthago op Byrsa
Carthago werd volgens de overlevering in 814 v.Chr. gesticht door de Feniciërs. Volgens de legende, zoals verhaald door de geschiedschrijver Pompeius Trogus, werd de stad gesticht door de uit Tyrus gevluchte prinses Dido. Op de Noord-Afrikaanse kust werd Dido door de Numidische koning Hiarbas verwelkomd. Zij vroeg hem om slechts zoveel land als ze met een enkele ossenhuid kon omgeven. Dido sneed van de huid een lange smalle reep, waarmee ze een hele heuvel afbakende. Op deze heuvel bouwde ze de Carthaagse citadel; het centrum van 'Quart Hadasht', Punisch voor 'de nieuwe stad'. Volgens Vergilius' heldendicht Aeneis uit de Romeinse mythologie bracht de Trojaanse held Aeneas tijdens zijn reizen een bezoek aan Dido. Vergilius beschrijft in zijn werken de stad met de grote ommuurde citadel, de geplaveide wegen, de haven, het theater en in het midden van de stad het heilige bos met de reusachtige tempel van Juno Caelestis, de beschermgodin van de stad. Prinses Dido werd verliefd op Aeneas; toen deze later vertrok naar Latium in Italië zou Dido zelfmoord hebben gepleegd door zichzelf neer te steken op een brandstapel die daarna werd aangestoken.
Het is echter waarschijnlijker dat de Feniciërs tijdens hun handelsreizen al eerder in contact waren gekomen met de Numidiërs. Toen de Feniciërs naar het gebied van het huidige Tunesië kwamen, beseften de Numidiërs dat de stichting van een Fenicische handelspost voor hen zeer voordelig kon zijn. Zodoende gaven ze de Feniciërs toestemming om een kolonie op hun grondgebied te stichten.

## De opkomst en ondergang van Carthago

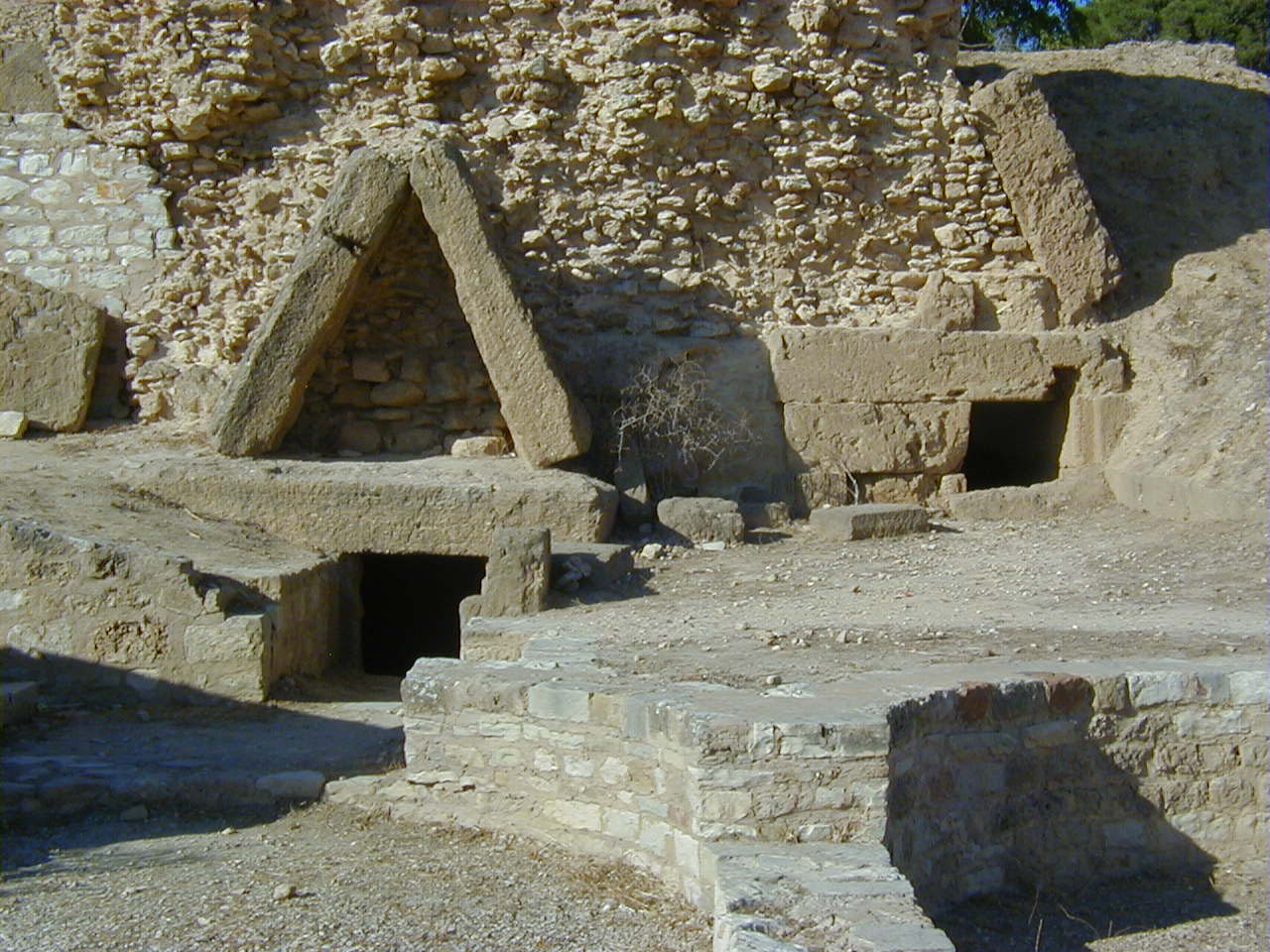
Necropolis op Byrsa.

Carthago ontwikkelde zich tot een welvarende handelsstad. Vanuit Byrsa groeide de stad naar het zuiden en oosten tot aan de Middellandse Zee. Het dichtstbevolkte deel van Carthago lag rond de Carthaagse havens. Op de zuidflank van Byrsa bevond zich een uitgebreide necropolis.
In 146 v.Chr., aan het einde van de Derde Punische Oorlog, werd Carthago na een belegering van bijna vier jaar door Scipio Aemilianus ingenomen. De bevolking werd grotendeels uitgemoord en de stad werd in brand gestoken en volledig vernietigd. Aanvankelijk mocht er niemand meer op de ruïnes van Carthago huizen bouwen, maar onder keizer Augustus werd de stad in Romeinse stijl herbouwd. De top van Byrsa werd geëgaliseerd, waardoor heden geen resten van de oude Carthaagse vesting meer bestaan. De Romeinen legden op de heuvel een forum met een voorplein van 13.000 m² aan met tempels, rechtsgebouwen en een archiefgebouw.

## Moderne tijd
Tussen 1884 en 1890, onder Frans protectoraat, werd op Byrsa de Kathedraal van Saint-Louis gebouwd. Het kerkgebouw werd na de onafhankelijkheid van Tunesië door de overheid geconfisqueerd en aan de eredienst onttrokken.

## Etymologie
De naam Byrsa is mogelijk gebaseerd op het Fenicische woord brt ‘citadel’, maar het zou ook kunnen zijn afgeleid van een Semitisch woord *bostra dat ‘steile helling’ betekent.
Men vermoedt dat het verhaal van Dido en de ossenhuid later werd verzonnen; byrsa (βυρσα), het Oudgriekse woord voor ‘ossenhuid’, klinkt namelijk hetzelfde als Byrsa. Het lijkt daarom waarschijnlijk dat het basisverhaal van de legende uit de naam van de heuvel is afgeleid.